# Jack Ham
Jack Raphael Ham, Jr. (* 23. Dezember 1948 in Johnstown, Pennsylvania, USA), Spitzname: "Dobre Shunka", ist ein ehemaliger US-amerikanischer American-Football-Spieler. Er spielte als Linebacker in der National Football League (NFL) bei den Pittsburgh Steelers.

## Jugend
Jack Ham besuchte in seinem Geburtsort die High School. In der Footballmannschaft seiner Schule spielte er als Linebacker, Guard und Center. Nach seinem Schulabschluss wollte er das Virginia Military Institute besuchen, musste dazu aber erst ein Vorbereitungsjahr an der "Massanutten Military Academy" ableisten. Er fiel einem Assistenztrainer von Joe Paterno auf, der die Penn State Nittany Lions, die Footballmannschaft der Penn State University betreute. Paterno bot ihm das letzte Stipendium des Jahres an, welches freigeworden war, da sich ein anderer Schüler dazu entschlossen hatte nicht an dem College zu studieren. Ham nahm das Angebot an.

## Spielerlaufbahn

### Collegekarriere
Jack Ham studierte von 1968 bis 1970 an der Penn State University. Er spielte als Linebacker für die Nittany Lions Football. Seine Mannschaft gewann während seiner Zeit am College 29 von 32 Spielen. In den Jahren 1969 und 1970 gewann er mit seinem Team jeweils den Orange Bowl. 1970 war er stellvertretender Mannschaftskapitän seines Teams und wurde aufgrund seiner sportlichen Leistungen zum All American gewählt. Er verließ das College mit einem Abschluss in Betriebswirtschaftslehre.

### Profikarriere
Jack Ham wurde von vielen Scouts in der NFL als körperlich nicht geeignet eingestuft. Er galt als zu klein und zu leicht. Trotzdem drafteten ihn die Pittsburgh Steelers 1971 in der zweiten Runde an 34. Stelle. Ham konnte im Training seinen neuen Trainer Chuck Noll überzeugen, der ihn in seinem Rookiejahr als Starter auf der Linebackerposition in der Defense einsetzte. Die Defense der Steelers sollte sich in den nächsten Jahren mit Spielern wie Jack Lambert, Mel Blount oder Joe Greene zu einer der besten Abwehrreihen in der NFL-Geschichte werden. Nachdem Ham mit seinem Team in den Jahren 1972 und 1973 in die Play-Oofs einziehen konnte, aber jeweils nicht zu Meisterehren kam, gelang im Jahr 1974 der erste große Erfolg. Die Steelers hatten im AFC Championship Game die von John Madden betreuten Oakland Raiders mit 24:13 besiegt und waren dadurch in den Super Bowl IX eingezogen. Ham hatte maßgeblich zum Sieg seiner Mannschaft beigetragen. Er konnte in dem Spiel zwei Pässe von Quarterback Ken Stabler abfangen. Ham und sein Team gewannen den Super Bowl danach gegen die Minnesota Vikings mit 16:6. Ham konnte mit dem Sieg seinen ersten Super Bowl Gewinn feiern. Im folgenden Jahr gelang Ham mit dem Team aus Pittsburgh die Titelverteidigung. Im AFC Championship Game wurden erneut die Raiders bezwungen, diesmal mit 16:10. Gegner im anschließenden Super Bowl X waren die von Tom Landry trainierten Dallas Cowboys, die sich den Steelers mit 17:21 geschlagen geben mussten.
Auch in den folgenden Jahren blieben die Steelers ein Spitzenteam in der NFL. 1978 konnte Jack Ham seinen dritten Super Bowl gewinnen. Die Steelers mussten sich im AFC Championship Game mit den Houston Oilers auseinandersetzen, die allerdings bei ihrer 5:34-Niederlage keine Chance gegen die Mannschaft von Ham hatten. Ham konnte in dem Spiel eine Interception erzielen. Sein Team traf im Super Bowl XIII erneut auf die Cowboys. Der Defense um Ham gelang es in dem Spiel den Quarterback der Mannschaft aus Dallas Roger Staubach bis Mitte des vierten Spielviertels unter Kontrolle zu halten. Die Steelers führten bis dahin mit 35:17 und sahen bereits wie der sichere Sieger aus. Staubach konnte allerdings innerhalb kürzester Zeit noch zwei Touchdownpässe werfen, die letztendlich aber nichts mehr an der 31:35-Niederlage seiner Mannschaft änderten. 1979 feierte Jack Ham dann den vierten Super Bowl Erfolg. Im AFC Meisterschaftsspiel traf er mit seiner Mannschaft wiederum auf die Oilers, die mit einer 27:13-Niederlage den Platz verlassen mussten. Die Los Angeles Rams waren diesmal der Kontrahent im Super Bowl XIV. Ham fing bei dem 31:19-Sieg seiner Steelers erneut eine Interception in einem wichtigen Spiel und gewann seinen vierten Super Bowl.
Jack Ham beendete nach der Saison 1982 nach 162 Spielen in der NFL seine Laufbahn.

## Abseits des Spielfelds
Ham ist verheiratet und lebt heute in einem Vorort von Pittsburgh. Nach seiner Laufbahn arbeitete er in der Kohleindustrie und betätigte sich als Radiomoderator und Analyst von Footballspielen.

## Ehrungen
Jack Ham spielte achtmal im Pro Bowl, dem Abschlussspiel der besten Spieler einer Saison. Er wurde neunmal zum All-Pro gewählt. Er ist Mitglied im NFL 75th Anniversary All-Time Team, im NFL 1970s All-Decade Team, in der Pro Football Hall of Fame, in der College Football Hall of Fame und in der National Polish-American Sports Hall of Fame. Im Jahr 1999 wählte ihn die Zeitschrift "The Sporting News" auf Platz 47 in der Liste der 100 besten Footballspieler aller Zeiten.